# 458

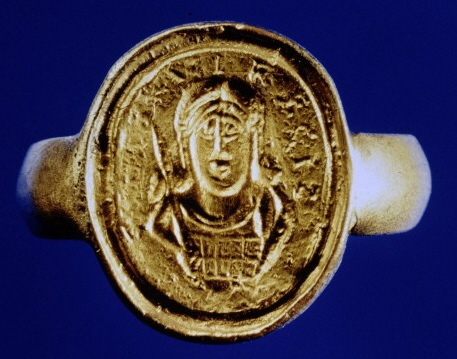
Zegelring van Childerik I (r. 458-481)

Het jaar 458 is het 58e jaar in de 5e eeuw volgens de christelijke jaartelling.

## Gebeurtenissen

### Italië
- Keizer Majorianus breidt de Romeinse vloot uit in Misenum en Ravenna. Dit om de belangrijke graantoevoer uit Sicilië naar Rome te beschermen. Hij laat het leger versterken met barbaarse huurlingen (Bourgondiërs, Hunnen, Ostrogoten, Rugiërs en Scythen).
- Zomer - De Vandalen gaan aan land in Campania (Zuid-Italië) en voeren een plunderveldtocht. Majorianus mobiliseert het leger en verslaat de indringers. Hun vloot met oorlogsbuit wordt aan de kust vernietigd.

### Europa
- Majorianus voert een veldtocht in Zuid-Gallië tegen de Visigoten en herovert de vestingstad Arelate. Hij dwingt koning Theodorik II een nieuw vredesverdrag te sluiten en verplicht hem als foederati (bondgenoten) troepen te leveren voor het West-Romeinse Rijk.
- Aegidius, Romeins generaal (magister militum), herovert in Gallia Lugdunensis de stad Lyon en dringt de Bourgondiërs onder leiding van Gundioc terug naar hun toegewezen foederati-gebied (Rhônevallei).
- Childerik I (r. 458-481) volgt zijn vader Merovech op als koning van de Salische Franken. Hij zet de expansiepolitiek voort. (waarschijnlijke datum)

## Bouwkunst
- In Ravenna wordt het Baptisterium van de orthodoxen gebouwd als onderdeel van een basilica. (waarschijnlijke datum)

## Overleden
- 3 juli - Anatolius, patriarch van Constantinopel
- Merovech, koning van de Salische Franken (waarschijnlijke datum)